# Bogumir Eichler
Bogumir Eichler (ur. 13 marca 1843 w Międzyrzecu Podlaskim, zm. 20 listopada 1905 tamże) – botanik i mykolog z Międzyrzeca Podlaskiego, znany w całej Europie.
Szkołę średnią ukończył w Warszawie. Od dziecka wykazywał zainteresowania przyrodnicze, jednak rozpoczął studia techniczne w Magdeburgu. W czasie powstania styczniowego wrócił do kraju wstępując w szeregi powstańców. Po upadku powstania został skazany na areszt domowy – zabroniono mu opuszczania Międzyrzeca. Wówczas oddał się ogromnej pasji badania flory i mykobioty Podlasia. Z powodu braku teoretycznej wiedzy biologicznej miał jednak wielkie trudności z oznaczaniem gatunków, z tego powodu wysyłał je do znanych botaników do oznaczenia. Wśród wysłanych przez niego okazów botanicy ci opisali wiele nowych, dotąd nieznanych nauce gatunków, jednak przy ich naukowej nazwie nie figuruje jego nazwisko, lecz zgodnie z zasadami nomenklatury botanicznej nazwisko tych, którzy je oznaczyli i opisali (m.in. nalotnica polska). W międzyczasie Eichler rozwijał jednak swoją wiedzę biologiczną i publikował artykuły naukowe we „Wszechświecie” i w „Pamiętniku Fizjograficznym”. Jego prace zwróciły uwagę członków Kasy im. Mianowskiego, która ufundowała mu mikroskop. Dzięki niemu mógł już zajmować się nie tylko roślinami wyższymi, ale także roślinami zarodnikowymi: mchami, wątrobowcami, porostami, glonami i grzybami, w tym mikroskopijnymi.
Dzięki badaniom Eichlera Międzyrzec Podlaski miał wówczas najlepiej w całej Polsce opisaną florę i mykobiotę. W sumie opublikował o nich 73 prace. Zajmował się także badaniem biologii roślin kwiatowych, mykoryzy, morfologią i budową opieniek i pływaczy, wpływem zjawisk meteorologicznych na termin zakwitania roślin, odnotowywał stanowiska rzadkich gatunków.